# Thương-na-hòa-tu
Thương-na-hòa-tu (Hán tự: 商那和修), ngoài ra còn được viết theo phiên âm tiếng Phạn là Shanavasa, Sambhūta, Śāṇavāsi hoặc Sanakavasa, là một tăng sĩ Phật giáo Ấn Độ cổ đại. Tương truyền ông là đệ tử của A-nan-đà, đã chứng quả A-la-hán, được giới tăng sĩ Phật giáo Thượng tọa bộ và Đại chúng bộ tôn là Đại sư Phật giáo sơ kỳ. Khi Phật giáo truyền đến nhà Hán, ông được tôn là vị Tổ thứ tư của Phật giáo và là vị Tổ thứ ba của dòng Thiền tông Ấn Độ.